# ジークフリート・イン・バイエルン
ジークフリート・イン・バイエルン（ドイツ語: Siegfried Herzog in Bayern, 1876年7月10日 - 1952年3月12日）は、ドイツ・バイエルン王家の傍系バイエルン公爵家（Herzog in Bayern）の公子。

## 生涯
バイエルン公マックス・エマヌエルとその妻でザクセン＝コーブルク＝ゴータ公子アウグストの娘であるアマーリエの間の第1子、長男として生まれた。ジークフリート・アウグスト・マクシミリアン・マリア（Siegfried August Maximilian Maria）と名付けられる。一家はミュンヘン郊外のビーダーシュタイン城に住んだので、内々でビーダーシュタイン家（Biedersteiner Linie）と呼ばれていた。1893年に父が急死し、翌1894年に母も猩紅熱に罹ったジークフリートの看病疲れで腹膜炎を起こし、病死した。
孤児となったジークフリートと2人の弟は、父方の伯父カール・テオドールとその妻マリア・ジョゼに養子として引き取られることになった。しかし母方の祖母クレマンティーヌ・ドルレアンはこれに反対し、3人の孫たちがビーダーシュタインに引き続き居住し、本家に移らず独立した分家を営むべきだと主張した。このため、母アマーリエの女官マリア・フッガー＝グレト伯爵夫人（1859年 - 1936年）が3人の公子の世話係となり、カール・テオドール夫妻が定期的にビーダーシュタインを訪れて甥たちの様子を見た。
1894年に18歳の誕生日を迎えて成人し、詩人オスカー・フォン・レドヴィッツの息子で、1889年よりビーダーシュタイン城に侍従として仕えていたマックス・フォン・レドヴィッツ男爵を副官とし、また同時にレドヴィッツを城の家政管理者に任命した。ジークフリートは聖ゲオルギウス騎士団の修道院長職に任命されたが辞退し、また聖フーベルトゥス騎士団の騎士にも任命された。
ジークフリートは父親同様に熱心な騎手で、ビーダーシュタイン城付属の牧草地を障害馬術の練習場に使うほどだった。1899年6月23日、ジークフリートはミュンヘンのリエム競馬場での馬術大会に参加し、第1レースで勝利を収めた。しかし第2レースで走行中に馬から振り落とされ、とっさに頭部を守ったものの、重傷を負って数日間意識不明となった。この事故によって彼の人生は完全に狂ってしまい、意識を取り戻した後も脳の損傷を原因とする精神障害に苦しめられることになった。

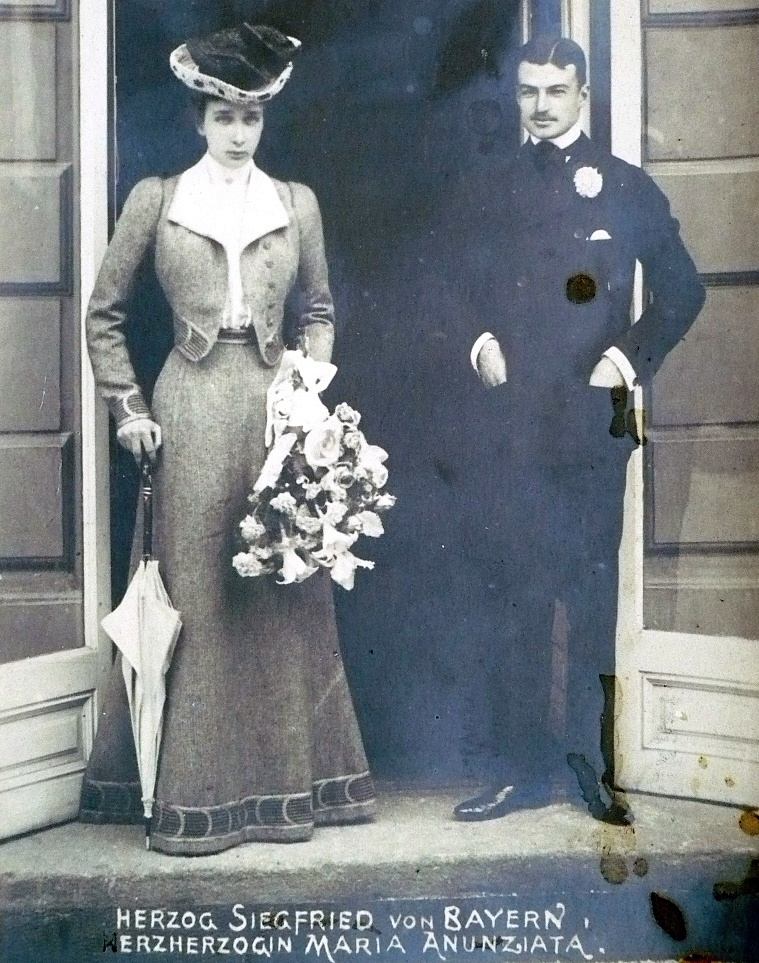
ジークフリートと婚約者のマリア・アンヌンツィアータ大公女、1902年

1902年、ジークフリートはオーストリア大公女マリア・アンヌンツィアータと婚約した。その年の夏には、婚約者とその母親マリア・テレザ大公妃（義理の伯母マリア・ジョゼの姉）とともに、婚約者の祖母であるブラガンサ公妃アーデルハイトを訪問した。アーデルハイトはイングランド・ワイト島のカウズにあるベネディクト会系のサント・セシル女子修道院で修道女として暮らしていた。この旅行中に、ジークフリートに落馬事故の後遺症による明白な行動障害の症状が現れたことにより、マリア・アンヌンツィアータとの婚約は解消された。
病状は時を経るごとに悪化し、ジークフリートは追跡被害妄想や幻聴に悩まされるようになった。彼は表へ出るたびに人々から注視され、論評され、笑い物にされていると信じ込んだ。殺害される妄想に取りつかれると常に弾を込めた拳銃を持ち歩き、見境なしに城の窓に向けて発砲した。自殺未遂騒ぎを起こすに至り、ようやく家中の者は城主をミュンヘンのノイフリーデンハイム精神病院に送り込み、ジークフリートはその後の生涯をこの病院で医師の監視下に置かれて過ごすことになる。
1918年5月29日、ジークフリートに対する正式な禁治産宣告が出され、バイエルン法務大臣フェルディナント・フォン・ミルトナーが後見人となった。2人の弟クリストフとルイトポルトは、兄が1952年に死ぬまで献身的に世話をした。死後、テーゲルンゼーのテーゲルンゼー城内聖クイリヌス小教区聖堂（Pfarrkirche St. Quirinus）に葬られた。